# 1000-km-Rennen von Le Castellet 1974

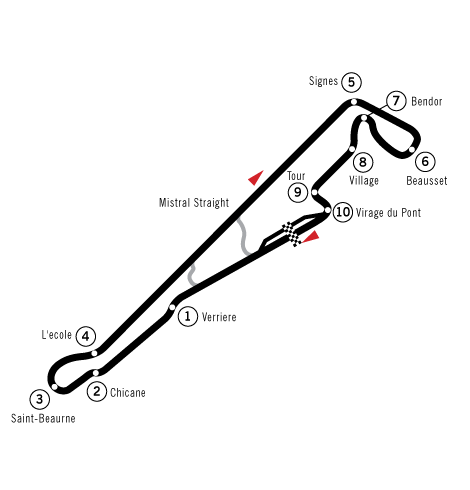
Circuit Paul Ricard 1974

Das 1000-km-Rennen von Le Castellet 1974, auch 1000 km Le Castellet, fand am 15. August auf dem Circuit Paul Ricard statt und war der achte Wertungslauf der Sportwagen-Weltmeisterschaft dieses Jahres.

## Das Rennen
Durch den Doppelsieg auf dem Circuit Paul Ricard sicherte sich das Werksteam von Matra zum zweiten Mal in Folge den Titel eines Marken-Weltmeisters der Sportwagen-Weltmeisterschaft. Jean-Pierre Beltoise und Jean-Pierre Jarier gewannen im Matra-Simca MS670C vor den Teamkollegen Henri Pescarolo und Gérard Larrousse. Dritte im Gesamtklassement des Rennens wurden Derek Bell und Jacky Ickx im Gulf Mirage GR7.

## Ergebnisse

### Schlussklassement
| 1               | S 3.0 | 1  | Equipe Gitanes             | Jean-Pierre Beltoise Jean-Pierre Jarier                  | Matra-Simca MS670C        | 130 |
| 2               | S 3.0 | 2  | Equipe Gitanes             | Henri Pescarolo Gérard Larrousse                         | Matra-Simca MS670C        | 127 |
| 3               | S 3.0 | 7  | Gulf Research Racing       | Derek Bell Jacky Ickx                                    | Gulf Mirage GR7           | 125 |
| 4               | S 3.0 | 16 | Joest Racing               | Reinhold Joest Mario Casoni                              | Porsche 908/03            | 119 |
| 5               | S 3.0 | 17 | Joest Racing               | Paul Blancpain Knut-Holger Lehmann                       | Porsche 908/03            | 114 |
| 6               | S 3.0 | 19 | Automobiles Ligier         | Guy Chasseuil François Migault                           | Ligier JS2                | 114 |
| 7               | S 3.0 | 14 | Martini Racing Team        | Herbert Müller Gijs van Lennep                           | Porsche Carrera RSR Turbo | 113 |
| 8               | GT    | 57 | Gelo Racing                | Tim Schenken Rolf Stommelen                              | Porsche Carrera RSR       | 113 |
| 9               | GT    | 58 | Gelo Racing                | Jürgen Barth Clemens Schickentanz                        | Porsche Carrera RSR       | 112 |
| 10              | GT    | 52 | Samson Kremer Team         | Willi Deutsch Hans Heyer                                 | Porsche Carrera RSR       | 111 |
| 11              | GT    | 56 | Kurt Simonsen              | Kurt Simonsen Bengt Ekberg                               | Porsche Carrera RSR       | 109 |
| 12              | GT    | 51 | Giorgio Schön              | Giorgio Schön Giovanni Borri                             | Porsche Carrera RSR       | 109 |
| 13              | S 2.0 | 29 | Stuart Chubb               | Peter Long Tony Rouff                                    | Chevron B23               | 108 |
| 14              | GT    | 47 | Samson Kremer Team         | John Fitzpatrick Hartwig Bertrams                        | Porsche Carrera RSR       | 108 |
| 15              | GT    | 54 | Robert Buchet              | Cyril Grandet Guy Gentis                                 | Porsche Carrera RSR       | 108 |
| 16              | GT    | 59 | Jean-Louis Chateau         | Jean-Louis Chateau Hubert Striebig                       | Porsche Carrera RSR       | 105 |
| 17              | S 2.0 | 22 | Motor Race Consultants     | Peter Smith Gérard Camilli                               | Chevron B23               | 104 |
| 18              | S 3.0 | 10 | Mike Coombe Autoracing     | Vittorio Brambilla Brian Henton                          | March 74S                 | 102 |
| 19              | GT    | 46 | Porsche Club Romand        | William Vollery Eric Chapuis                             | Porsche Carrera RSR       | 101 |
| 20              | S 2.0 | 30 | Michel Dupont              | Anne-Charlotte Verney Daniel Brillat                     | Chevron B23               | 101 |
| 21              | S 2.0 | 36 | Racing Organisation Course | Christian Ethuin Max Mamers                              | Lola T292                 | 95  |
| 22              | T     | 61 | Jean-Claude Guerie         | Jean-Claude Guerie Dominique Fornage                     | Ford Capri RS             | 94  |
| 23              | GT    | 55 | Greder Racing Team         | Henri Greder Marie-Claude Charmasson Jean-Claude Lagniez | Chevrolet Corvette        | 94  |
| 24              | S 2.0 | 24 | Target Racing              | Martin Raymond Tony Goodwin                              | Lola T294                 | 93  |
| Nicht klassiert |       |    |                            |                                                          |                           |     |
| 25              | T     | 64 | Jean-Claude Aubriet        | Jean-Claude Aubriet Jean-Claude Depince                  | BMW 3.0 CSL               | 89  |
| 26              | S 2.0 | 38 | Mugello Corse              | Achille Soria Giovanni Boeris                            | Abarth-Osella PA2         | 71  |
| Ausgefallen     |       |    |                            |                                                          |                           |     |
| 27              | S 2.0 | 25 | Michel Dupont Scato        | Michel Dupont René Arnoux                                | Chevron B26               | 83  |
| 28              | S 3.0 | 18 | Kurt Hild                  | Hans Müller-Perschl Eberhard Braun                       | KMW SP30                  | 77  |
| 29              | S 3.0 | 12 | Gulf Racing Team Suisse    | Heinz Schulthess Hughes de Fierlant                      | Lola T284                 | 65  |
| 30              | S 2.0 | 35 | Racing Organisation Course | Fred Stalder François Sérvanin                           | Lola T294                 | 63  |
| 31              | GT    | 44 | Porsche Club Romand        | Claude Haldi Edy Brandenberger                           | Porsche Carrera RSR       | 53  |
| 32              | GT    | 45 | Porsche Club Romand        | Bernard Chenevière Peter Zbinden                         | Porsche Carrera RSR       | 47  |
| 33              | S 3.0 | 48 | Gulf Research Racing       | Vern Schuppan Reine Wisell                               | Gulf Mirage GR7           | 44  |
| 34              | S 2.0 | 27 | KVG Racing                 | John Hine Ian Grob                                       | Chevron B26               | 37  |
| 35              | GT    | 40 | Robert Buchet              | Claude Ballot-Léna Bob Wollek                            | Porsche Carrera RSR       | 9   |
| 36              | S 3.0 | 11 | Giorgio Pianta             | Giorgio Pianta Pino Pica                                 | Lola T282                 |     |
| 37              | S 3.0 | 20 | Automobiles Ligier         | Jacques Laffite Michel Leclère                           | Ligier JS2                |     |
| 38              | S 2.0 | 37 | Racing Organisation Course | Laurent Ferrier Jacques Henry                            | Lola T294                 |     |
| 39              | GT    | 50 | ASA Cachia                 | Jacques Borras Denis Rua                                 | Porsche Carrera RSR       |     |
| Nicht gestartet |       |    |                            |                                                          |                           |     |
| 40              | S 2.0 | 33 | Philippe Mettetal          | Jacques Coulon Jean Ragnotti                             | Tecma 745                 | 1   |
| 41              | S 3.0 | T  | Gulf Research Racing       | Jacky Ickx Derek Bell Vern Schuppan                      | Gulf Mirage GR7           | 2   |

1 nicht gestartet
2 Trainingswagen

### Nur in der Meldeliste
Hier finden sich Teams, Fahrer und Fahrzeuge, die ursprünglich für das Rennen gemeldet waren, aber aus den unterschiedlichsten Gründen daran nicht teilnahmen.
| Pos. | Klasse | Nr. | Team               | Fahrer                                   | Chassis             |
| ---- | ------ | --- | ------------------ | ---------------------------------------- | ------------------- |
| 42   | S 2.0  | 23  | Roger Hire         | Patrick Tambay Bernard Darniche          | Lola T294           |
| 43   | S 2.0  | 26  | Guido Fossati      | Guido Fossati Angelo Mola                | Lola T290           |
| 44   | S 2.0  | 28  | Perdo Domecq       | Howden Ganley Richard Scott              | Chevron B26         |
| 45   | S 2.0  | 31  | John Gillmeister   | John Gillmeister John Wingfield          | Rawlson CR11        |
| 46   | S 2.0  | 32  | John Blanckley     | John Blanckley                           | Scorpion JB5        |
| 47   | S 2.0  | 34  | Chuck Graemiger    | Emile Elias Bernard Béguin               | Cheetah 01G         |
| 48   | GT     | 41  | Ennio Bonomelli    | Ennio Bonomelli Giuseppe Schenetti       | Porsche Carrera RSR |
| 49   | GT     | 43  | Alméras Frères     | Jean-Marie Alméras Jacques Alméras       | Porsche Carrera RSR |
| 50   | GT     | 48  | Samson Kremer Team | Paul Keller Hans Heyer                   | Porsche Carrera RSR |
| 51   | GT     | 49  | Samson Kremer Team | Hartwig Bertrams Günter Steckkönig       | Porsche Carrera RSR |
| 52   | T      | 63  | Martino Finotto    | Martino Finotto Manfred Mohr Jürg Dubler | BMW 3.0 CSL         |

### Klassensieger
| Klasse | Fahrer               | Fahrer             | Fahrzeug            | Platzierung im Gesamtklassement |
| ------ | -------------------- | ------------------ | ------------------- | ------------------------------- |
| S 3.0  | Jean-Pierre Beltoise | Jean-Pierre Jarier | Matra-Simca MS670C  | Gesamtsieg                      |
| S 2.0  | Peter Smith          | Gérard Camilli     | Chevron B23         | Rang 17                         |
| GT     | Tim Schenken         | Rolf Stommelen     | Porsche Carrera RSR | Rang 8                          |
| T      | Jean-Claude Guérie   | Dominique Fornage  | Ford Capri RS       | Rang 22                         |

### Renndaten
- Gemeldet: 52
- Gestartet: 39
- Gewertet: 24
- Rennklassen: 4
- Zuschauer: unbekannt
- Wetter am Renntag: heiß und trocken
- Streckenlänge: 5,810 km
- Fahrzeit des Siegerteams: 4:10:57,700 Stunden
- Gesamtrunden des Siegerteams: 130
- Gesamtdistanz des Siegerteams: 755,300 km
- Siegerschnitt: 180,577 km/h
- Pole Position: Jean-Pierre Jarier – Matra-Simca MS670C (#1) – 1:49,100 = 191,714 km/h
- Schnellste Rennrunde: Jean-Pierre Beltoise – Matra-Simca MS670C (#1) – 1:50,600 = 189,114 km/h
- Rennserie: 8. Lauf zur Sportwagen-Weltmeisterschaft 1974